# Кубок Туркменистана по футболу 2013
Кубок Туркменистана по футболу 2013 (туркм. Türkmenistanyň Kubogy 2013) — туркменский футбольный турнир среди профессиональных туркменских клубов высшей лиги, 22-й по счёту. Проводился по системе с выбыванием, начиная с четвертьфинала, кроме команд «Дашогуз», «Багтыярлык-Лебап» и «Ашхабад», они начали турнир с предварительного этапа. Предварительная стадия турнира стартовала 1 августа 2013 года. Финальный матч прошёл 28 октября 2013 года в Туркменабаде между ашхабадским «Алтын Асыром» и акдашаякским «Ахалом». Кубок выиграл «Ахал», победитель Кубка получил право выступления в финале Суперкубка Туркменистана 2013.

## Полуфиналы
| Команда 1  | Итог | Команда 2 | 1-й матч | 2-й матч |
| ---------- | ---- | --------- | -------- | -------- |
| Ахал       | 3:2  | Мерв      | 2:1      | 1:1      |
| Алтын асыр | 4:2  | Балкан    | 3:0      | 1:2      |

## Финал
| 28 октября 2013              | \| Ахал \| 2:1 \| Алтын асыр \| \| Ата Гельдыев Сердарали Атаев \| Голы \| Дидар Дурдыев \| | Стадион:      |
| Ахал                         | 2:1                                                                                         | Алтын асыр    |
| Ата Гельдыев Сердарали Атаев | Голы                                                                                        | Дидар Дурдыев |

| Обладатель Кубка Туркменистана 2013 |
| ----------------------------------- |
| Ахал Первый кубок                   |